# 纳西斯·塞拉
纳西斯·塞拉·塞拉（西班牙語：Narcís Serra i Serra，1943年5月30日—），西班牙政治人物。曾任副首相、国防大臣等职务。

## 生平
1943年5月30日生于加泰罗尼亚的一个天主教家庭。1979年4月，他成功当选巴塞罗那市长，是西班牙民主化后的首任民选市长，也是巴塞罗那历史上首位社会主义党籍的市长。任期内，他提议巴塞罗那要在1992年申办奥运会。1982年，工人社会党取得西班牙大选胜利后，他受命出任费利佩·冈萨雷斯内阁的国防大臣。1991年，接替阿方索·格拉出任副首相。

## 荣誉
- 大十字级海军功绩十字勋章（1999年12月）[4]
- 大十字级白色军事功绩十字勋章（1996年4月）[5]